# Silay Al Khatami
Silay Al Khatami (en árabe: سالي الخثامي‎, romanizado: Silay Al Khatamī)  es una pequeña aldea agrícola y ganadera, situada al noreste de Emiratos Árabes Unidos (EAU), en las Montañas al Hayar, Emirato de Ras al Jaima.
El pueblo cuenta con unas 30 casas, muchas de ellas reconstruidas y reformadas siguiendo un estilo tradicional, chozas y cabañas de piedra; albarradas y bancales sostenidos por muros de piedra seca, sin argamasa, que permiten retener el agua y la tierra, destinados a pastos y otros usos agrícolas; canalizaciones para recoger el agua de la escorrentía; aljibes; apriscos; y otras construcciones. También llama mucho la atención la existencia de varios pequeños cementerios.
En los últimos años se construyó una pista de tierra de casi 4 km, que permite acceder al pueblo en vehículo todo terreno, desde el Wadi Qada'ah, lo que ha facilitado mucho los suministros y permitido el rápido desarrollo de la localidad, utilizada actualmente como segunda residencia por algunos de sus habitantes, 

## Toponimia

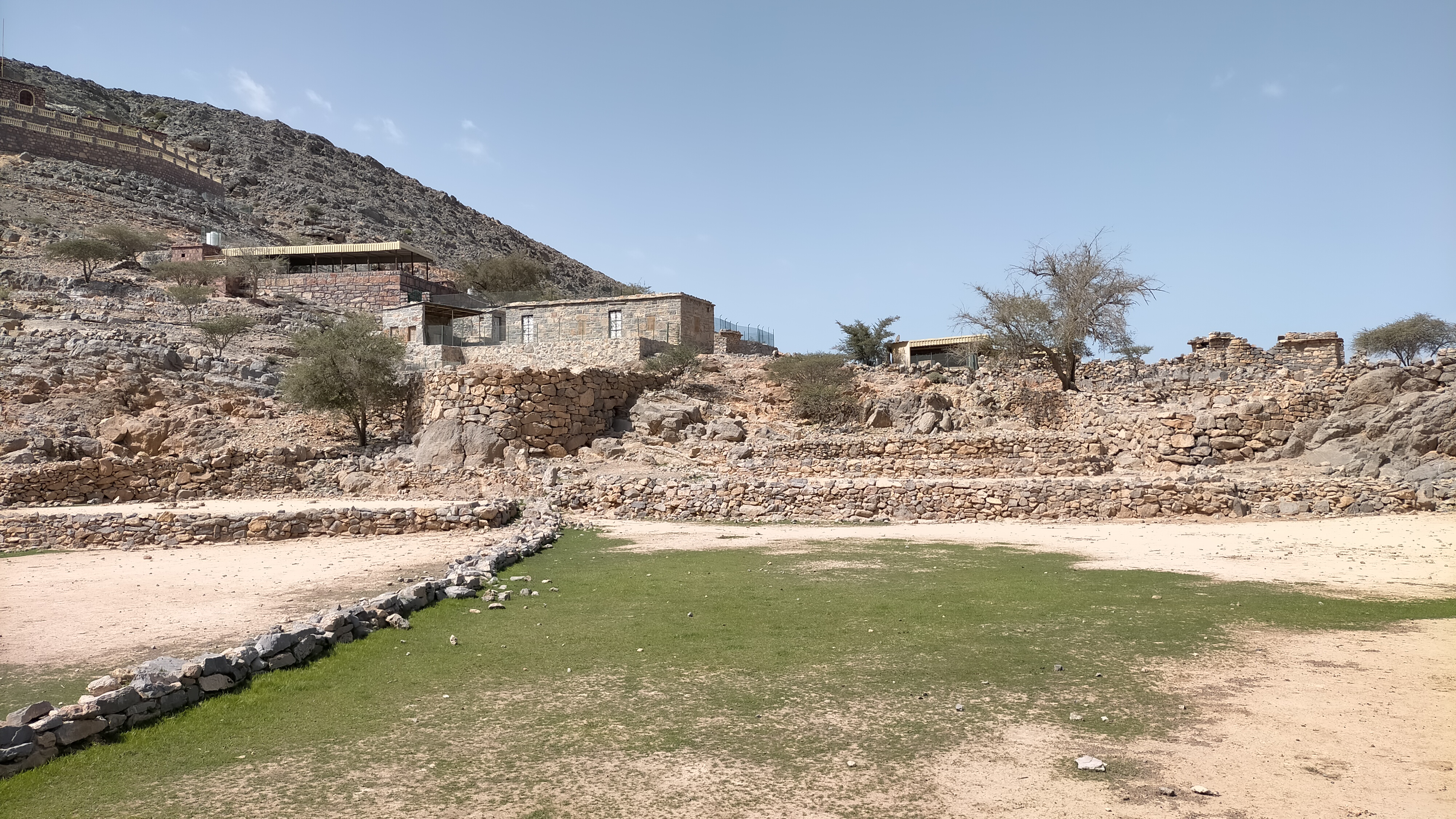
Antiguas y nuevas construcciones, en Silay Al Khatami

Nombres alternativos: Deira Al-Sali Al-Khathami, Al-Sali Al-Khathami, Silail, Silay Al Khātamī, Silay Al Khatamī, Slai al-Quda', Silay al-Quda. 
No existen antecedentes de este poblado en los mapas históricos anteriores a la independencia de UAE, ni en las bases de datos geográficos, excepto una breve reseña realizada por Julian F. Walker en el mapa de referencia FCO 18/1969, elaborado a mano en 1959, en el que se menciona con el nombre de Silail, aunque su posición exacta en ese mapa no es suficientemente precisa.
En los mapas elaborados entre 1986 y 1991 por el Military Survey, Abu Dhabi, que se utilizaron en 1993 para la publicación de «The national atlas of the United Arab Emirates», se asignaron denominaciones que corresponden a la manera en que se pronuncia el nombre de cada lugar, según sus habitantes nativos, figurando este pueblo con el mencionado nombre de Silay Al Khatamī.

## Geografía

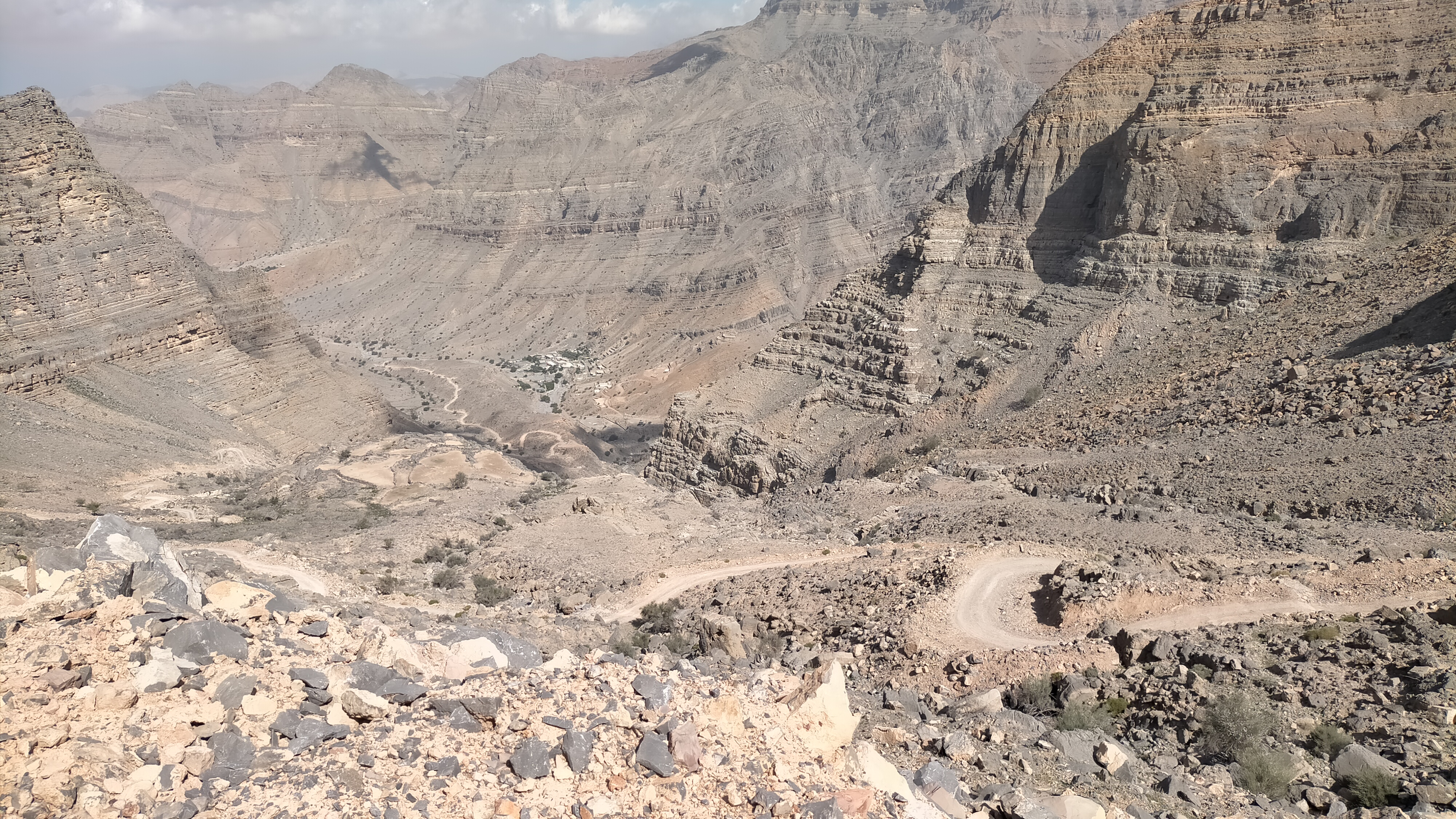
Vista del Wadi Qada'ah, desde Silay Al Khatami

Silay Al Khatami se encuentra en lo alto de la montaña, entre los valles que forman el Wadi Qada'ah y el Wadi Naqab, a sólo un kilómetro en línea recta de la vecina aldea de Tafif (Aţ Ţе̄f), al oeste del Jebel Tafif (1.598 m), situado ya en territorio de Omán.
Desde lo alto de la colina de 985 m que domina por el sur el pueblo de Silay Al Khatami, se puede contemplar una magnífica vista del Wadi Naqab y de algunos de sus pueblos, aldeas y zonas de cultivo. Los antropólogos británicos William y Fidely Lancaster, en su obra Honour is in Contentment: Life Before Oil in Ras Al-Khaimah (UAE) and Some Neighbouring Regions, se refieren varias veces al pueblo de Silay Al Khatami (entonces conocido como Slai al-Quda' o Silay al-Quda), y describen desde allí la posición y los nombres de algunos wadis y aldeas situadas al sur del pueblo:

En Slai al-Quda, dijo un Habsi:
Estos campos son parte de Slai. Ese wadi lateral, el Thala, no sale al Nagab; se retuerce sobre si mismo y desciende al Quda.
Ese grupo de campos es Wa'ab Salwa; luego Tabara al-Kabir y Tabara as-Saghir, con Yinas abajo. 
Todos esos edificios al sur pertenecen a Tafif, con Azhabat a lo largo de la cresta. 
Mirando hacia abajo desde la cresta, ves Samarat.
El pequeño lugar que hay allí es Bai'ba, con Shairi más allá, y el de allí arriba, con los árboles de dátiles, es Slaiya. 
Estos campos antes de llegar a Slai, con un canal de agua muy largo, es An-Nahr, y forma parte de Slai. 
Todos ellos pertenecen a Habus.
Hay muchos pequeños grupos de edificios alrededor de los campos de Slai, y trece cementerios. Cada grupo de edificios tiene su propio cementerio.

## Población
Toda el área próxima a Silay Al Khatami, aunque inicialmente estuvo poblada por la tribu Naqbiyin (en árabe: النقبي), también llamados Naqabi o Al-Naqabi (de donde procede el nombre del Wadi Naqab), fue ocupada a partir de 1800, aproximadamente, por la tribu Habus, correspondiendo principalmente a la zona tribal de Banī Huraymish.